# Представителство на провинция Бранденбург пред федерацията

Представителството на провинция Бранденбург пред федерацията е със седалище в в берлинския централен квартал „Мите“.

## Институция
Държавната секретарка Юта Янс-Бьом изпълнява длъжността Пълномощник на провинция Бранденбург пред федерацията и комисар по международните отношения. Тя представлява провинцията пред федералните власти и чуждестранни организации. В организационен план, Провинциалното представителство е част от Бранденбургската провинциална канцелария и се води там като самостоятелен отдел.

## Функция
Най-важната задача на Провинциалното представителство на Бранденбург е да участва в онези законодателни дейности на федералното правителство, в които са засегнати интересите на провинция Бранденбург и се изисква участие на Бундесрата (общото представителство на всички провинции). Посредническият орган между федералното правителство и провинциите са комисиите на Бундесрата, в които членовете на отделните провинциални представителства представляват интересите и гледните точки на своите съответни провинции (в координация със съответните провинциални правителства) и гласуват общо за/против законопроектите на федералното правителство. Представителството, като централна точка за връщане на резултатите от комисиите, от своя страна препраща резултатите от заседанията на комисиите до съответните провинциални министерства, отговорни за дадена тема, и впоследствие координира преговорите между федералното правителство и правителството на провинцията до окончателното гласуване на законопроекта в Бундесрата.
Освен това Представителството на провинция Бранденбург има представителни функции. Тук се състоят мероприятия на висше ниво, създават се и биват задълбочавани важни контакти на политическо, културно или икономическо ниво, свързани с провинция Бранденбург.

## Сграда
Бранденбург си поделя сградата на своето Представителство с Представителството на провинция Мекленбург-Предна Померания. Тя се намира в непосредствена близост до Мемориала на убитите евреи на Европа.
Провинциалното представителство е построено между 1999 г. и 2001 г., дизайнът е на хамбургския архитектурен офис „gmp“ (Gerkan, Marg and Partners). Сгадата се състои от едно триетажно и едно четириетажно L-образно крило, разположени едно срещу друго, свързани чрез централно хале с една обща зала за мероприятия.